# The Gray Champion
The Gray Champion ist eine 1835 erschienene kurze Erzählung des amerikanischen Schriftstellers Nathaniel Hawthorne. Es liegen mehrere Übersetzungen ins Deutsche vor: Der graue Streiter (deutsch von Franz Blei, 1925), Der graue Beschützer (Friedrich Minckwitz, 1970), Der graue Kämpfer (Hannelore Neves, 1977) und Der weißhaarige Kämpfer (Lore Krüger, 1979).
Die Handlung trägt sich im Jahr 1689 in Boston zu: Als der verhasste königliche Gouverneur Edmund Andros zur Einschüchterung des Volkes durch die Stadt paradiert, stellt sich ihm plötzlich ein mysteriöser alter Mann in alter puritanischer Tracht in den Weg und prophezeit ihm das Ende seiner Herrschaft. Andros befiehlt seinen Soldaten verunsichert den Rückzug, und am nächsten Tag wird er tatsächlich durch einen Volksaufstand gestürzt. Der „graue Kämpfer“ verschwindet ebenso unvermittelt, wie er gekommen ist, aber es heißt, dass er zu Zeiten der Amerikanischen Revolution wieder erschienen sei und immer dann wiederkehre, wenn Neuengland Gefahr drohe. Hawthorne vermengte in The Gray Champion verschiedene historische Ereignisse, zum einen den Bostoner Aufstand von 1689, zum anderen die Legende vom „Engel von Hadley“, der zufolge der Königsmörder William Goffe die Siedler der Stadt Hadley 1675 bei einem Indianerangriff aus höchster Not gerettet haben soll.
In der Literaturwissenschaft konkurrieren zwei entgegengesetzte Deutungen der Erzählung. Gemäß der herkömmlichen Interpretation steht die mit viel patriotischem Pathos erzählte Geschichte ganz im Dienste einer nationalistischen Interpretation der amerikanischen Geschichte, die die Puritaner des 17. Jahrhunderts und die Revolutionäre des 18. Jahrhunderts gleichermaßen als heldenhafte Freiheitskämpfer darstellt. Demgegenüber behauptet seit den 1960er Jahren eine wachsende Zahl von Kritikern eine ironische Absicht Hawthornes; The Gray Champion ist demnach vielmehr eine Kritik des Puritanismus und der unkritischen Ahnenfrömmigkeit der amerikanischen Geschichtsschreibung.

## Inhalt
Eine kurze Einleitung erläutert den historischen Kontext der Erzählung: Sie handelt im April 1689, zu der Zeit, als König Jakob II. die alten Rechte der Kolonien in Neuengland außer Kraft gesetzt und den „rohen, gewissenlosen Soldaten“ Edmund Andros zu ihrem Gouverneur ernannt hatte. Nun verbreiten sich Gerüchte, dass in England ein vom Prinz von Oranien angeführter Umsturzversuch im Gange sei. Die Aussicht, dass Jakob vom Thron gestürzt und auch die tyrannische Herrschaft Andros’ bald enden würde, sorgt in den Straßen für eine „brodelnde, lautlose Erregung,“ die Leute lächelten „einander geheimnisvoll zu und warfen kühne Blicke auf ihre Unterdrücker.“
In dieser angespannten Lage setzt die Handlung ein. Um seine Macht zu demonstrieren, reitet Andros eines Abends mit seiner Entourage durch Boston. Wie eine „Maschine, die unerbittlich alles niederwalzt, was sich ihr in den Weg stellt“, marschieren seine Soldaten auf der King Street auf, gefolgt vom Tross des Gouverneurs mit seinen betrunkenen Beratern wie Benjamin Bullivant und dem „elenden Schurken“ Edward Randolph. Von ihren Rössern herab verspotten sie das eingeschüchterte Volk, Angst und Wut machen sich breit. Der alte Gouverneur Simon Bradstreet versucht vergebens, die Menge zu beschwichtigen. Eine verzweifelte Stimme warnt, bald werde „Satan uns sein Meisterstück liefern“, eine andere, es werde eine neue Bartholomäusnacht geben und Mann und Kind hingeschlachtet, eine dritte schickt ein Stoßgebet zum Himmel: „Oh! Herr der Heerscharen! Sende deinem Volk einen Fürsprecher!“ Da erscheint plötzlich ein alter Mann auf der menschenleeren Straße, bewaffnet mit Stock und Schwert. Er trägt einen Spitzhut und einen dunklen Umhang, die „Kleidung der alten Puritaner“ vergangener Jahrzehnte. Obwohl er offenkundig eine Person von großer Autorität ist, kann niemand sagen, wer dieser „alte Patriarch“ ist. Zum Erstaunen der Menge schreitet der Greis entschlossen auf die Reihen der Soldaten zu, streckt seinen Stock „wie einen Marschallstab“ vor sich aus und gebietet ihnen, einzuhalten. Als Andros ihn anherrscht, wie er es wagen könne, sich König Jakobs Gouverneur in den Weg zu stellen, erwidert er in „finsterer Gelassenheit“ und in altertümlich anmutendem Englisch:
| | |
| I have stayed the march of a King himself, ere now […] I am here, Sir Governor, because the cry of an oppressed people hath disturbed me in my secret place; and beseeching this favor earnestly of the Lord, it was vouchsafed me to appear once again on earth, in the good old cause of his saints. And what speak ye of James? There is no longer a Popish tyrant on the throne of England, and by to-morrow noon, his name shall be a byword in this very street, where ye would make it a word of terror. Back, thou wast a Governor, back! With this night thy power is ended—to-morrow, the prison!—back, lest I foretell the scaffold! | „Ich habe mich schon einmal einem König selber in den Weg gestellt […] Ich bin hier, Herr Statthalter, weil der Schrei eines unterdrückten Volkes mich an meinem geheimen Ort aufgestört hat; und da ich den Herrn ernstlich darum ersuchte, ward es mir gestattet, noch einmal hier auf Erden zu erscheinen, im Namen der guten alten Sache seiner Heiligen. Und was redest du da von Jakob? Es gibt keinen papistischen Tyrannen mehr auf Englands Thron, und schon morgen mittag wird sein Name ein Schimpfwort sein, hier in dieser Straße, wo du ihn zu einem Wort des Schreckens machen möchtest! Zurück, der du einmal Statthalter warst, zurück! Mit dieser Nacht geht deine Macht zu Ende – morgen, das Gefängnis! – zurück, ehe ich dir auch noch das Schafott prophezeie.“ |

Diese Worte bringen die Menge noch mehr in Wallung, Gewalt liegt in der Luft, und da der Alte standhaft den Weg versperrt, befiehlt der verunsicherte Andros seinen Soldaten den Rückzug. Am nächsten Tag erfüllt sich die Prophezeiung: Wilhelm von Oranien wird in Neuengland zum König ausgerufen, Andros gestürzt und ins Gefängnis geworfen. Der „graue Kämpfer“ aber verschwindet ebenso plötzlich, wie er gekommen war. Der Erzähler hat aber sagen hören, dass er „immer dann wiedererscheine, wenn die Puritaner aufgerufen werden, den Geist ihrer Vorväter zu bezeugen.“ So sei er achtzig Jahre später auf der King Street gesehen worden (also zur Zeit des „Massakers von Boston“), zuletzt bei den Gefechten von Lexington und Bunker Hill (mit denen 1775 der Amerikanische Unabhängigkeitskrieg begann).

## Werkzusammenhang

### Entstehung, Editionsgeschichte

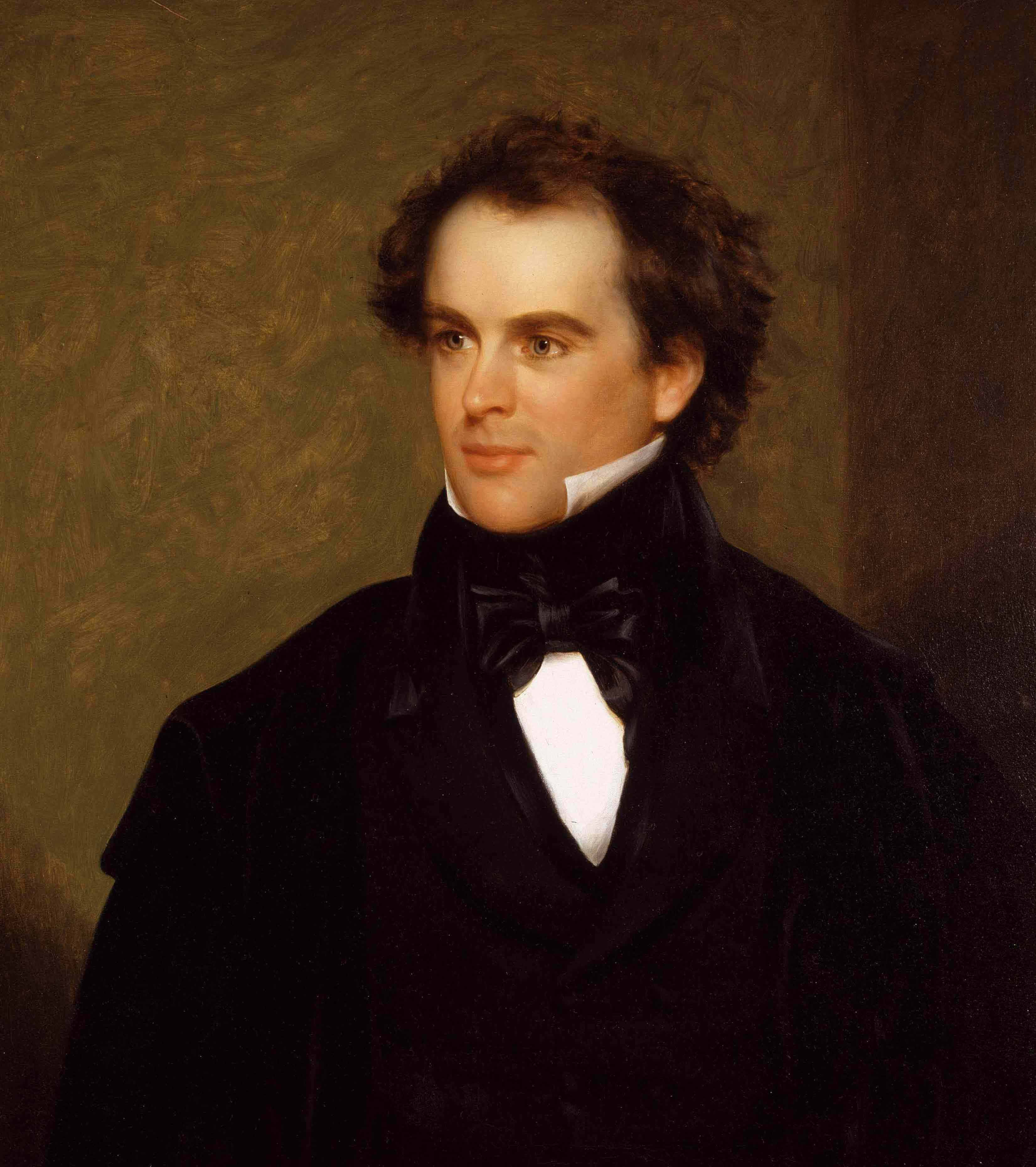
Nathaniel Hawthorne – Gemälde von Charles Osgood, 1840

The Gray Champion erschien erstmals 1835 im Januarheft des New-England Magazine und wie alle Werke Hawthornes vor 1837 zunächst anonym, hier aber mit dem Hinweis, die Geschichte sei vom selben Autor wie The Gentle Boy (erschienen 1831 im Token). 1837 veröffentlichte Hawthorne sie dann im ersten Band seiner Sammlung Twice-Told Tales, die zugleich seine erste namentlich gezeichnete Publikation darstellt. The Gray Champion eröffnet diesen Band, was zahlreiche Kritiker zur Vermutung verleitet hat, dass Hawthorne der Erzählung besondere Bedeutung zumaß und sie womöglich als programmatisch für sein literarisches Schaffen verstanden wissen wollte. Zwischenzeitlich sah der Verlag sogar den Titel The Gray Champion, and Other Tales für die Sammlung vor, wobei unklar ist, ob dieser Titel Hawthornes Idee war oder die seines Verlegers.
Ursprünglich war The Gray Champion aber mit großer Wahrscheinlichkeit Teil von mindestens einem der anderen Erzählzyklen, die Hawthorne in den Jahren zuvor erstellt hatte, die aber nie in ihrer Gesamtheit erschienen und heute verloren sind. Die Mehrheit der Forscher, die sich mit dieser bibliographischen Frage auseinandergesetzt haben, geht davon aus, dass The Gray Champion Teil der Sammlung Provincial Tales war, die Hawthorne um 1828 bis 1830 zusammenstellte. Zu den Ausnahmen zählen Nina Baym sowie J. Donald Crowley, einer der Herausgeber der heute maßgeblichen Werkausgabe, der Centenary Edition of the Works of Nathaniel Hawthorne; beide rechnen sie mit Verweis auf den Zeitpunkt der Veröffentlichung erst Hawthornes nächstem Projekt zu, dem gerahmten Erzählzyklus The Story-Teller (um 1832–1834), der ebenso wenig in seiner Gesamtheit erhalten ist. Zwar begann das New-England Magazine 1834 mit dem Serienabdruck des Werks, brach ihn aber nach zwei Heften ab und brachte ab 1835 nur noch einige Einzelerzählungen und andere Fragmente ohne Rücksicht auf den ursprünglichen Zusammenhang. Da in diesem Blatt auch The Gray Champion erschien, liegt es nahe, dass auch diese Geschichte aus dem Story-Teller herausgelöst wurde. Alfred Weber, der 1973 den bislang detailliertesten Rekonstruktionsversuch der frühen Erzählzyklen vorlegte, hält dies für wahrscheinlich, aber nicht zwingend, Hawthorne könne die Geschichte auch zusätzlich eingereicht haben. Zu den erhaltenen Teilen der Rahmenerzählung des Story-Teller kann Weber anders als bei anderen Geschichten keine Bezüge ausmachen, was sich für ihn damit erklärt, dass sie zunächst für die Provincial Tales verfasst wurde. Auch Alison Easton vermutet, dass Hawthorne die Geschichte nach dem Scheitern der Provincial Tales für den Story-Teller übernahm.
Für eine Entstehung vor 1830 und somit für eine Zuordnung zu den Provincial Tales sprechen die Erkenntnisse der Quellenforschung: Zwischen 1826 und 1830 las Hawthorne, wie aus den erhaltenen Ausleihregistern des Salem Athenæum hervorgeht, einige historiographische Werke, die die Forschung als Hauptquellen für The Gray Champion identifiziert hat. Thematisch entspricht The Gray Champion der grundsätzlichen Vorstellung der Provincial Tales, auf die sich die verschiedenen Rekonstruktionsversuche einigen können. Wie der Titel deutlich macht, waren ihre Erzählungen „provinziell“, befassten sich also mit Hawthornes Heimat Neuengland, insbesondere mit der Kolonialzeit (bis zur Unabhängigkeit hieß die Kolonie Massachusetts offiziell Province of Massachusetts Bay). Weber arbeitet mit der Hypothese, dass die Sammlung neben The Gray Champion sechs weitere Erzählungen umfasste, namentlich Alice Doane, The Gentle Boy, My Kinsman, Major Molineux, Roger Malvin’s Burial, The Wives of the Dead sowie The Maypole of Merry Mount. Sie alle beginnen mit einer der eigentlichen Handlung vorangestellten historischen Einleitung, die Weber somit als kennzeichnendes und programmatisches Merkmal der Sammlung ausmacht.

### Bezüge zu anderen Werken Hawthornes
In engem thematischem Zusammenhang mit den Provincial Tales stehen die vier historisch-biographischen Skizzen über berühmte Persönlichkeiten der Kolonialgeschichte, die Hawthorne zwischen 1830 und 1833 veröffentlichte. Eine davon, Dr. Bullivant, erschienen am 11. Januar 1831 in der Salem Gazette, ist ein Porträt von Andros’ Berater Benjamin Bullivant, der auch in The Gray Champion namentlich genannt wird. Von besonderem Interesse sind die Skizzen aber wegen ihrer Ausführungen über das Verhältnis der Literatur zur Geschichtsschreibung, die als poetologische Begründung der Provincial Tales gelten können. In der Skizze Sir William Phips argumentiert Hawthorne, dass die wissenschaftliche Historiographie sich der historischen Wahrheit vielleicht annähern, sie aber wegen ihrer Pflicht zur Objektivität weder anschaulich noch emotional erfahrbar machen könne. Diese Aufgabe komme der Literatur zu, der man aber dafür eine künstlerische Freiheit im Umgang mit den historischen Tatsachen einräumen muss. Geschichte und Literatur (History und Romance) sind demnach kein Gegensatz, sondern komplementäre Zugänge zur Vergangenheit. Hawthorne rechtfertigt mithin, dass er als Schriftsteller im Revier der Historiker wildert und ihre Methoden und Erkenntnisse nutzt, sich aber dennoch nicht an ihre Zwänge gebunden fühlt. Alison Easton meint, dass von allen Provincial Tales am deutlichsten The Gray Champion nach dieser programmatischen Vorgabe verfasst ist, das Ergebnis erscheint ihr aber wenig gelungen: Die „erfundenen“ Anteile wirkten wie aufgepropft auf die altbekannten historischen Begebenheiten; der Erzähler versäume es, echte Charaktere mit einer subjektiven Perspektive zu entwickeln, verlege sich stattdessen zu sehr auf politische Vorträge und bleibe letztlich stets den Konventionen der zeitgenössischen Prosa verhaftet.
Die Mehrzahl der Kurzgeschichten Hawthornes ist in der Puritanerzeit angesiedelt, die Herrschaft Andros’ thematisieren etwa die vier Legends of the Province House (1838–1839). In besonders engem Zusammenhang zu The Gray Champion stehen George Dekker zufolge insbesondere The Maypole of Merry Mount und The Gentle Boy, da ihre Handlung mehr als etwa Young Goodman Brown oder auch Roger Malvin’s Burial eng mit konkreten Ereignissen und historisch verbürgten Persönlichkeiten der amerikanischen Geschichte verknüpft ist. Alle drei Erzählungen seien so weniger „universal“ oder „zeitlos“ als vielmehr historische Literatur im eigentlichen Sinne. Ihr Plot ist mithin Teil eines „großen Plots“: des weiteren Verlaufs der amerikanischen Geschichte bis zur Revolution und darüber hinaus. Die drei Geschichten thematisieren allesamt auch die Strenge und oftmals in Grausamkeit umschlagende Unnachgiebigkeit der Puritaner gegenüber ihren politischen und religiösen Gegnern – The Maypole of Merry Mount schildert, wie die Soldaten John Endecotts 1628 dem fröhlichen Treiben in der Siedlung des Abenteurers Thomas Morton ein gewaltsames Ende setzten, The Gentle Boy hat die Verfolgung der Quäker nach 1656 zum Thema. Sie alle weisen auch mehr oder minder explizit auf den puritanischen Ursprung des amerikanischen „Nationalcharakters“ und auf das zentrale Ereignis der amerikanischen Geschichte hin, die Revolution. Von besonderem Interesse für jede Untersuchung von Hawthornes Geschichtsverständnis ist daher auch seine einzige Erzählung, die ausdrücklich zur Revolutionszeit angesiedelt ist, nämlich My Kinsman, Major Molineux (1831). Auch diese Geschichte spielt sich auf den Straßen Bostons ab, und in seiner Darstellung der Revolutionäre als gewalttätigem, grausamem Mob zeigen sich vielsagende Parallelen gerade zu The Gray Champion.

## Historischer Hintergrund, Quellen

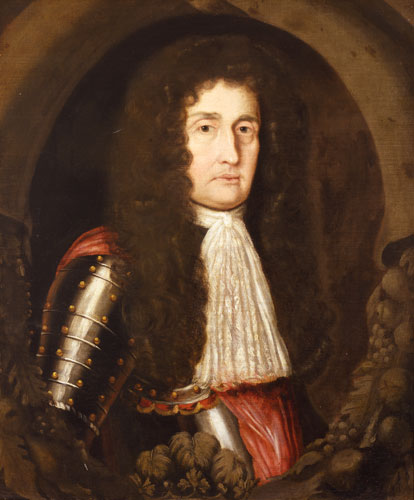
Edmund Andros.
Gemälde von Mary Beale, vor 1700

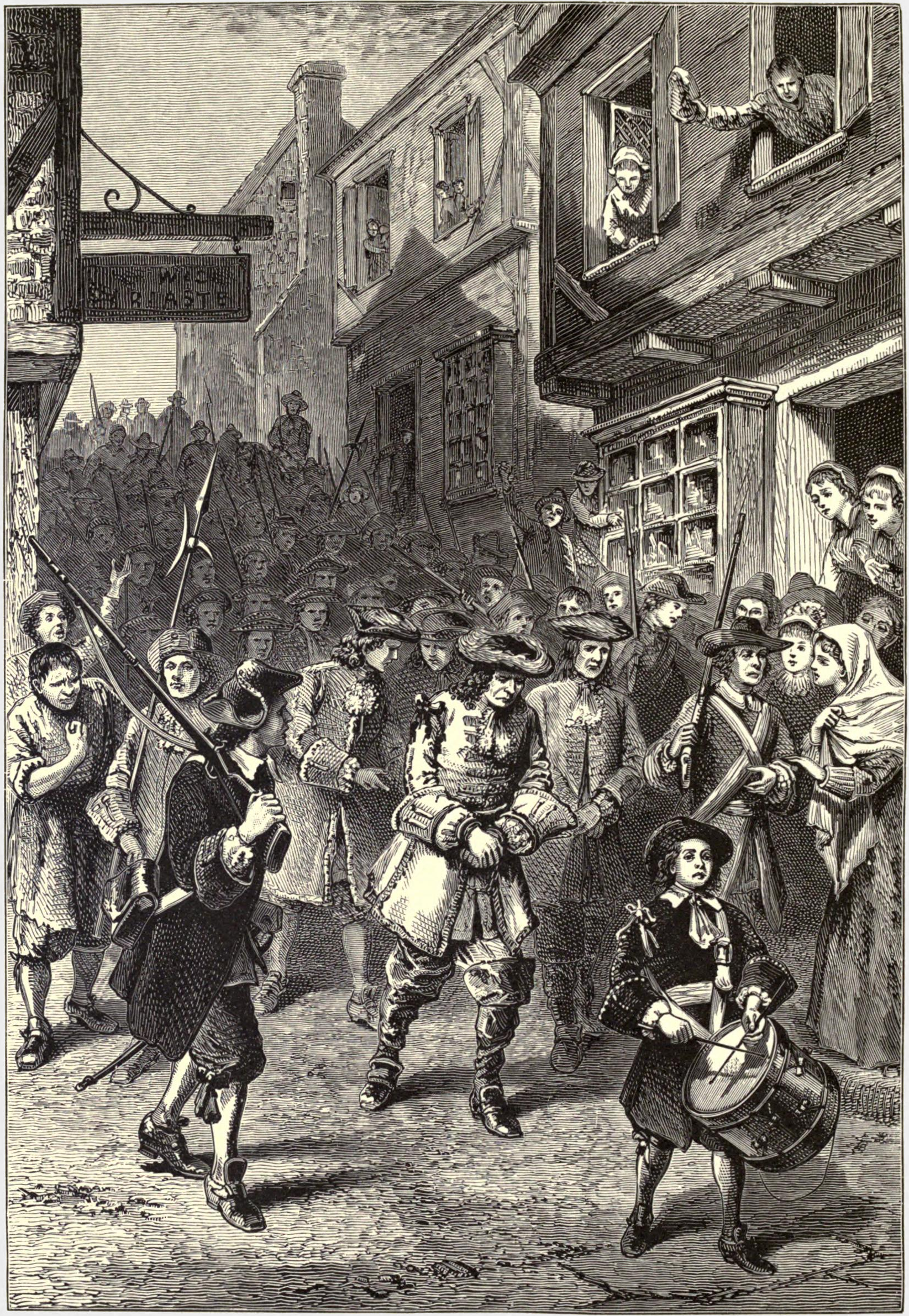
Die Gefangennahme Andros’ in einer Darstellung des 19. Jahrhunderts

### Der Aufstand gegen Andros (1689)
Historischer Hintergrund der Legende ist die politische Krise, die sich am 18. April 1689 in einem Aufstand der Bürger Bostons gegen die Herrschaft des königlichen Gouverneurs Edmund Andros entlud und mit dessen Absetzung und Festnahme endete. Sie begann 1684, als König Charles II. die Charter der Massachusetts Bay Colony widerrief und Massachusetts in eine Kronkolonie umwandelte; 1685 wurde sie mit den benachbarten Kolonien in einem „Dominion of New England“ vereinigt. Hatten die neuenglischen Kolonisten zuvor jährlich einen Gouverneur aus ihren eigenen Reihen gewählt, so mussten sie sich jetzt der Herrschaft eines vom König ernannten Gouverneurs beugen. Andros trat dieses Amt 1687 an. Die Ablehnung, die ihm in Massachusetts entgegenschlug, hatte jedoch nicht nur tagesaktuelle politische Gründe, sondern wurzelte tief in der Geschichte der Kolonie. Massachusetts war 1630 von Puritanern gegründet worden, die vor der Unterdrückung durch die englischen Staatskirche nach Neuengland geflohen waren und dort eine Mustergesellschaft nach ihren politischen und religiösen Vorstellungen zu verwirklichen suchten. Die Angst vor einer neuerlichen Unterdrückung ihres Glaubens wurde 1685 noch durch die Thronbesteigung des Katholiken Jakob II. verstärkt; es verbreiteten sich Gerüchte, dass er England wieder zu einem katholischen Land machen wolle. 1686 bereitete die Gründung des ersten anglikanischen Gotteshauses Neuenglands, der King’s Chapel, dem puritanischen Glaubensmonopol ein Ende. In diesem Kontext ist der Umstand zu verstehen, warum es nicht einmal Andros selbst ist, der die Gemüter der Bostoner in The Gray Champion am heftigsten erregt, sondern der Vertreter der Amtskirche in seinem Ornat. Politisch setzte Jakob II. die absolutistische Politik seines Vorgängers fort, wogegen sich bald in England selbst Widerstand regte. Im Verlauf der Glorious Revolution wurde er letztlich gegen Ende des Jahres 1688 zur Flucht gezwungen und der Protestant Wilhelm von Oranien zum neuen König gekrönt. Die Kolonien erreichte die Nachricht vom Sturz Jakobs II. wegen der heftigen Winterstürme erst im Frühjahr 1689, doch zuvor schon kursierten zahlreiche Gerüchte und heizten die explosive Stimmung weiter an. Im April traf schließlich ein Schiff mit einer Abschrift der Königsproklamation Wilhelms ein. Andros ließ sie konfiszieren und versuchte sie geheim zu halten, doch verbreitete sich die Nachricht in Windeseile, und die Kolonisten machten sich auf einen Griff zu den Waffen bereit. In dieser Situation setzt die Handlung von The Gray Champion ein, nämlich am Vorabend des Aufstands.
Horst Kruse macht für die Schilderung des Aufstands in The Gray Champion zwei Hauptquellen aus: Zum einen Thomas Hutchinsons zweibändige History of the Colony and Province of Massachusetts Bay (1764–1767) in einer Ausgabe von 1795 mit der dazugehörigen Quellenedition Collection of Original Papers Relative to the History of Massachusetts-Bay (1769), zum anderen Daniel Neals History of New-England (1720). So findet etwa die katalogartige Auflistung der Rechtsmissbräuche (grievances) Andros’ zu Beginn der Erzählung eine ganz ähnliche Entsprechung bei Hutchinson. An mehreren Stellen lehnt sich Hawthorne offenbar an die bei Neal in voller Länge abgedruckte Deklaration aus der Feder Cotton Mathers an, die auf dem Höhepunkt der Revolte auf dem Bostoner Marktplatz verlesen wurde. Insbesondere findet sich bei Mather in biblischer Diktion die Zuversicht formuliert, dass Gott die verzweifelten „Klagen der Armen,“ an anderer Stelle die „Schreie der Unterdrückten“ erhören werde („Him, who hears the Cry of the Oppressed […]“). Bei Hawthorne erheben sich aus der Menge am Straßenrand immer wieder verzweifelte „Rufe“ nach göttlichem Beistand („Oh! Herr der Heerscharen! Sende deinem Volk einen Fürsprecher“). Der alte Simon Bradstreet ermahnt sie zwar, kein „lautes Geschrei“ zu erheben, doch später lässt der „graue Kämpfer“ selbst Andros wissen, dass ihn der „Schrei eines unterdrückten Volkes“ erreicht habe und er vom Herrn höchstselbst die Erlaubnis erbeten habe, noch einmal auf Erden zu erscheinen. Ausdrücklich beruft sich Hawthornes Erzähler auf Cotton Mather, als er dessen Beschreibung von Edward Randolph als „elenden Schurken“ (Edward Randolph, our arch-enemy, that „blasted wretch“, as Cotton Mather calls him) übernimmt. Die fragliche Passage findet sich in Mathers Parentator (1724).
Die Quellenforschungen machen auch deutlich, in welchen Punkten Hawthorne den verbürgten Gang der Ereignisse hinter sich lässt. Dass der „graue Kämpfer“ fiktiv ist, dürfte seinen Lesern offensichtlich gewesen sein. Doch schon der provokante Ausritt Andros’ auf der Bostoner King Street ist Hawthornes Erfindung: Tatsächlich findet sich in den Quellen überhaupt kein Hinweis, dass Andros je zu Pferde zu sehen war. Dieses Detail ist signifikant, da es einen symbolischen Kontrast zwischen den Potentaten hoch zu Ross auf der Mitte der Straße und dem an den Rand gedrängten Volk drunten verschärft; Reiterstandbilder galten in den Vereinigten Staaten lange als Inbegriff einer feudalen Gesellschaft. Die statische Straßenszene ist für Kruse die am sorgfältigsten ausgearbeitete Fiktion der Erzählung: Hawthorne arrangiere bedacht ausgewählte Persönlichkeiten der Zeit zu einem allegorischen Gruppenbild, wissentlich auch solche wie den „Verräter“ Joseph Dudley, die zu dieser Zeit nicht in Boston waren, dazu den Parvenü Benjamin Bullivant, den Soldaten Edmund Andros und den pompösen Pfaffen der King’s Chapel.

### Der „Engel von Hadley“ (1675)

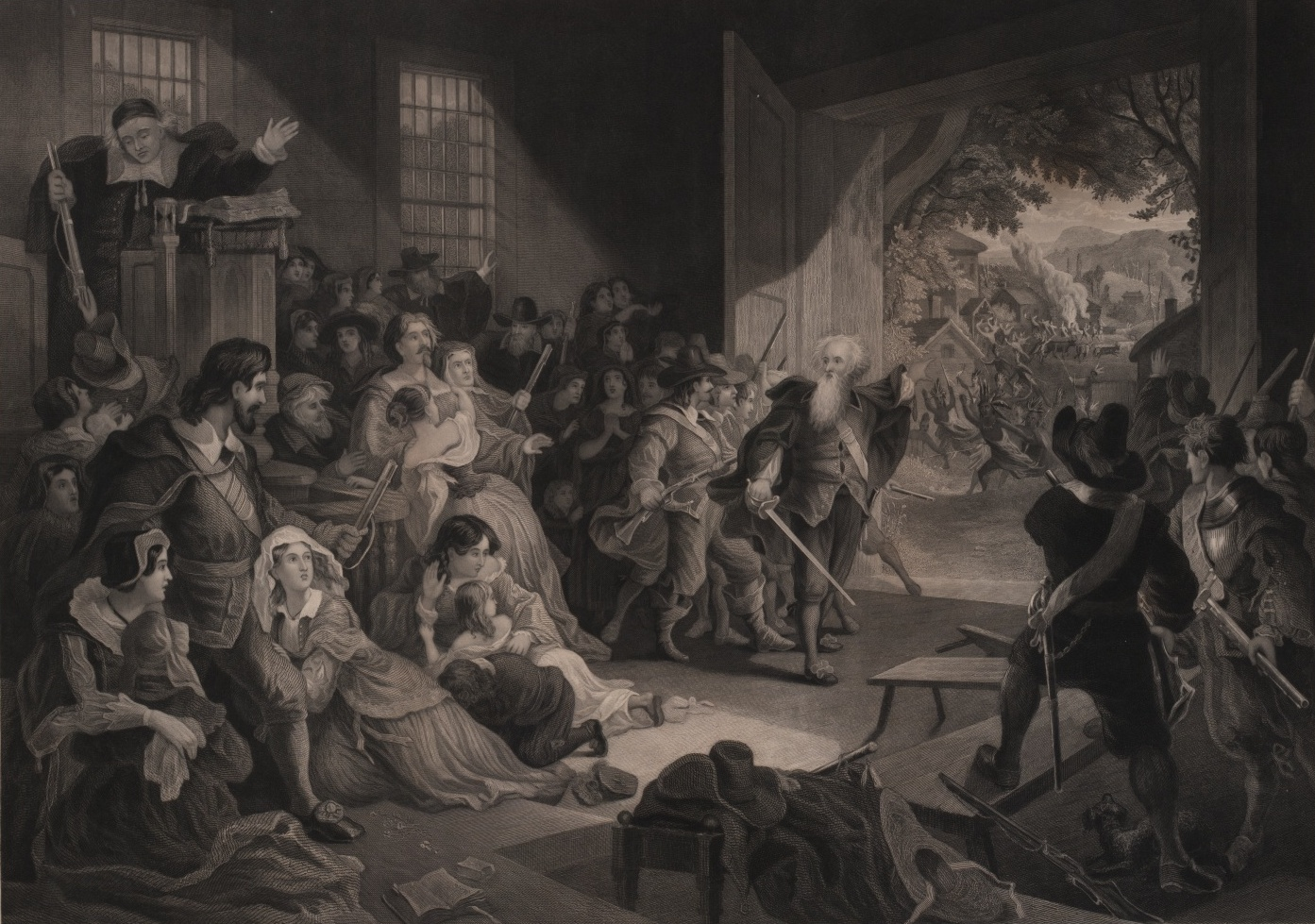
„Die Gefahren unserer Vorväter“ – Darstellung des Engels von Hadley auf einem Stich von John C. McRae nach einem Gemälde von Frederick A. Chapman, nach 1850.

Die Figur des grauen Kämpfers ist an eine örtliche Legende angelehnt und verweist auf eine frühere Epoche der puritanischen Kolonialzeit. Die Entwicklung der Legende vom so genannten „Engel von Hadley“ ist gründlich erforscht, doch ist bis heute unklar geblieben, inwieweit sie auf historischen Tatsachen beruht. Erstmals wurde sie 1764 im ersten Band von Thomas Hutchinsons History of the Colony and Province of Massachusetts-Bay schriftlich fixiert; alle späteren Versionen lassen sich auf diese eine Quelle zurückführen. Hutchinson berichtet unter Berufung auf eine örtliche Familientradition, dass das Städtchen Hadley 1675 während des King Philip’s War von Indianern umzingelt wurde. Die Siedler feierten gerade den Gottesdienst und wären wohl überrumpelt worden, wenn nicht plötzlich ein alter Mann erschienen wäre und sie vor der Gefahr gewarnt hätte. Der resolute Greis organisierte sogleich die Reihen der Verteidigung, schlug den Angriff zurück und verschwand darauf wieder spurlos. Die Anekdote findet sich bei Hutchinson in einer Anmerkung zur Geschichte der regicide judges, also der Richter, die im Verlauf des englischen Bürgerkrieges 1649 das Todesurteil gegen König Charles I. unterzeichnet hatten. Nach der Restauration des Hauses Stuart auf dem Königsthron 1660 sollten sie ihrerseits für diesen „Königsmord“ belangt werden. Drei von ihnen, John Dixwell, Edward Whalley und William Goffe, flohen darauf nach Neuengland, und wurden ab 1664 in Hadley unter strengster Geheimhaltung von ihren puritanischen Glaubensbrüdern versteckt. Bei der mysteriösen Erscheinung des Jahres 1675 handelte es sich mithin um keinen Geringeren als um den auch militärisch erfahrenen William Goffe, der in einer Stunde der Gefahr für kurze Zeit sein Versteck verließ.

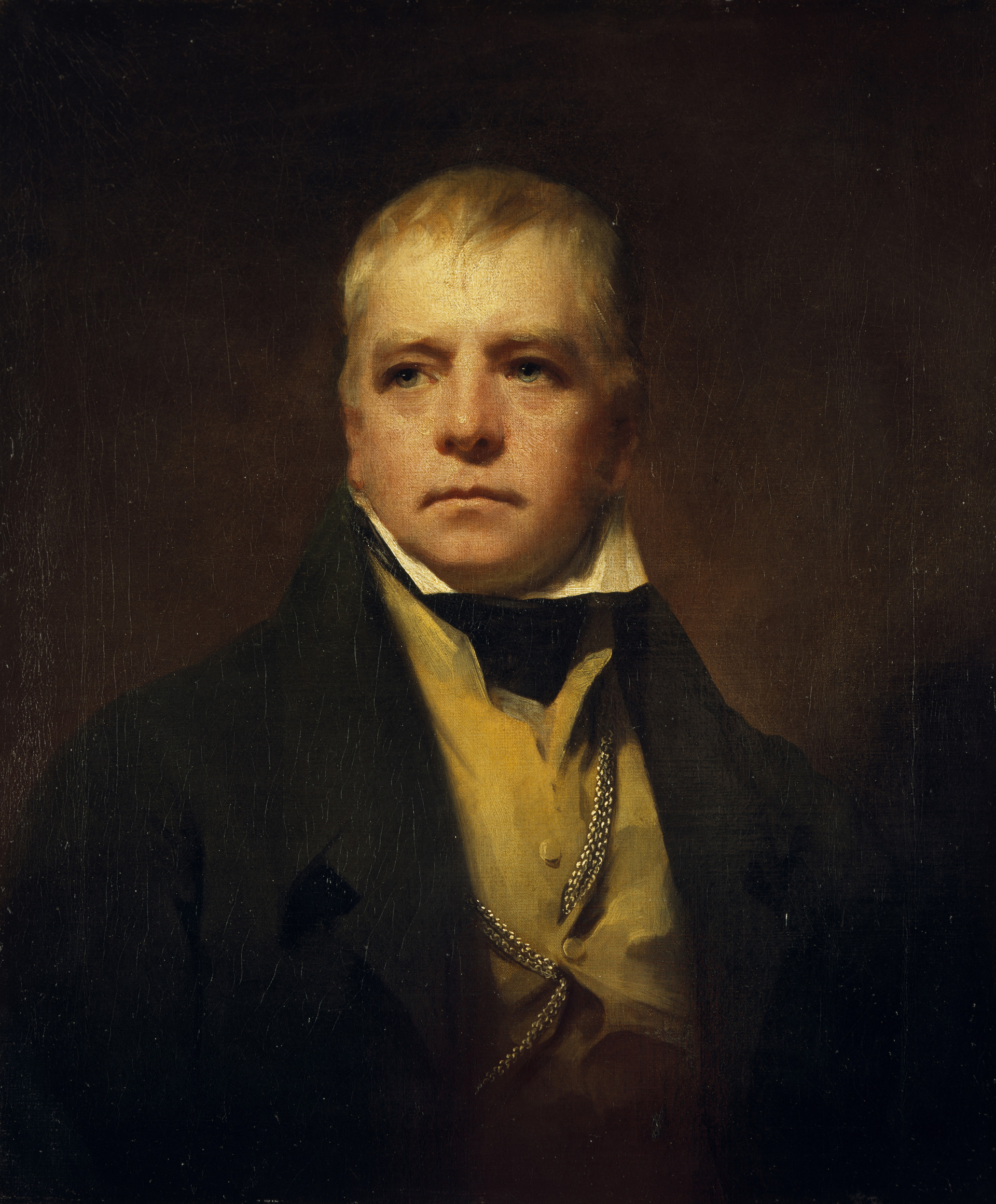
Sir Walter Scott, Gemälde von Henry Raeburn, 1822.

Zwar erscheint es undenkbar, dass die Anwesenheit von drei berühmten Männern in einer kleinen Siedlung über Jahre hinweg selbst den Nachbarn verborgen bleiben konnte, doch beflügelte diese Vorstellung die Fantasie von Hutchinsons Lesern offenbar ebenso wie die dramatische Rettung aus einer Notlage, der Ruch des Königsmordes und nicht zuletzt die unheimlichen, wenn nicht übernatürlichen Qualitäten der Anekdote. In den nächsten Jahrzehnten wurde die Legende immer wieder geschildert und ging schließlich in die Folklore ein. Hawthorne dürfte Hutchinsons Bericht gekannt haben, das unmittelbare Vorbild für The Gray Champion war aber Walter Scotts historischer Roman Peveril of the Peak (1822), mit dem der Stoff auch Eingang in die europäische Literatur fand. Hawthorne ist dabei nur einer von mehreren amerikanischen Schriftstellern, die die Legende auf diesem Wege reimportierten; andere von Scott geprägte Darstellungen sind etwa James Fenimore Coopers Roman The Wept of Wish-ton-Wish (1829) und James Nelson Barkers Bühnenstück Superstition (1826), die Hawthorne ebenfalls gekannt haben mag. Peveril of the Peak stand möglicherweise sogar bei Hawthornes Titelwahl Pate: An einer Stelle betont Scott die grauen Locken des „Engels von Hadley,“ an einer weiteren seine grauen Augen, und nach seinem Verschwinden lässt er die Siedler mutmaßen, dass es sich bei ihm um einen „inspired champion“ gehandelt haben müsse (also einen von Gott berufenen oder zumindest beseelten „Kämpfer“). Hawthornes Wortwahl erinnert manches Mal an Scott, besonders sticht aber eine Parallele am Schluss der beiden Erzählungen hervor. Bei Scott heißt es über das weitere Schicksal des mysteriösen Streiters: „Vielleicht kann seine Stimme noch einmal im Felde sich hören lassen, sollte England eines seiner hochherzigsten Männer bedürfen.“ Gegen Ende von The Gray Champion findet sich eine ähnliche Prophezeiung:
| | |
| But should domestic tyranny oppress us, or the invader’s step pollute our soil, still may the Gray Champion come, for he is the type of New England’s hereditary spirit; and his shadowy march, on the eve of danger, must ever be the pledge, that New England’s sons will vindicate their ancestry. | „Aber wenn je Tyrannen aus den eigenen Reihen uns unterdrücken, oder wenn der Fuß des Angreifers unsere Heimaterde schändet, dann mag er kommen, der graue Fürsprecher; denn er ist Muster und Vorbild des ererbten Geistes von Neu-England; und sein geisterhafter Schritt am Vorabend der Gefahr sei für immer die Gewähr, dass Neu-Englands Söhne ihrer Ahnen würdig bleiben.“ |

Mit dem Bostoner Aufstand lässt sich Goffe historisch schwerlich in Verbindung bringen, er starb um 1679. Hawthorne besuchte 1828 das Grab Goffes in New Haven sowie die Judge’s Cave, eine Höhle, in der sich die drei „Königsmörder“ einst versteckt haben sollen. Er zeigte sich jedoch wenig beeindruckt und nannte die Höhle gegenüber seinem Begleiter Horace Connolly den „größten Humbug in Amerika“, sie sei nicht einmal tief genug, um darin eine tote Katze zu begraben. Hawthorne konnte seinerzeit noch darauf setzen, dass seine Leserschaft die Geschichte Goffes kannte und seine Anspielung erkennen würden:
| | |
| And who was the Gray Champion? Perhaps his name might be found in the records of that stern Court of Justice, which passed a sentence, too mighty for the age, but glorious in all after-times, for its humbling lesson to the monarch and its high example to the subject. | „Und wer war der graue Kämpfer? Vielleicht ließe sich sein Name in den Annalen jenes Gerichtshofes finden, der einen Spruch verkündete, zu groß für seine Zeit, ruhmreich jedoch in den Augen der Nachkommen – wegen der Lektion in Demut, die er dem Monarchen erteilte, und dem hohen Vorbild, das er dem Volke gab.“ |

Nach ihm griffen etwa noch Delia Bacon und Harriet Beecher Stowe Goffes Biographie auf, doch riss die Folge der Werke über ihn in der zweiten Hälfte des 19. Jahrhunderts ab und der Stoff geriet weitgehend in Vergessenheit. Mark L. Sargent vermutet, dass dies mit dem Attentat auf Abraham Lincoln (1865) zusammenhängt; sein Mörder John Wilkes Booth rechtfertigte seine Tat als Tyrannenmord.

## Deutungen

### Deutungsstreit
Während Hawthornes Romane, insbesondere The Scarlet Letter und The House of the Seven Gables, schon seit Hawthornes Lebzeiten eine zentrale Stellung im Kanon der amerikanischen Literatur einnahmen, „entdeckte“ die Literaturwissenschaft seine Kurzgeschichten erst in der zweiten Hälfte des 20. Jahrhunderts; als Initialzündung gilt die Veröffentlichung von Q. D. Leavis Aufsatz Hawthorne as Poet (1951). The Gray Champion zählt seither zu seinen häufiger besprochenen Erzählungen, jedoch kaum, weil sie als seine gelungenste gälte. Vielmehr exerzieren viele Kritiker gerade an dieser Geschichte das für die Hawthorne-Forschung zentrale Problem der Ironie vor. Hawthornes Prosa ist für ihre Doppelbödigkeit bekannt, so betont etwa Joel Porte, dass bei Hawthorne oft genau das Gegenteil von dem gemeint ist, was scheinbar gesagt wird. Die Schwierigkeit, eine ironische Absicht nachzuweisen, mithin aus den Aussagen seiner Erzählung auf die Intention oder Gesinnung des Autors schließen zu wollen, ist in der Rezeptionsgeschichte Hawthornes so zentral geworden, dass sich dafür der Terminus Hawthorne Question etabliert hat.
Wie wenige Geschichten hat gerade The Gray Champion zu solchen Versuchen angeregt, weil der Hurra-Patriotismus oder besser Jingoismus, den der Erzähler zur Schau trägt, sich kaum mit dem gängigen Bild von Hawthorne als Skeptiker und scharfsinnigem Beobachter menschlicher und gesellschaftlicher Abgründe vereinbaren lässt. The Gray Champion wirkt dabei wie ein Rorschachbild. Für die herkömmliche Lesart stehen Kritiker wie Ursula Brumm, Neal Frank Doubleday und Nina Baym. Sie nehmen den Erzähler beim Wort und sehen die Erzählung so als Ausdruck eines überzeugten wie zeittypischen Patriotismus; noch 1979 bezeichnete Lea Bertani Vozar Newman in ihrem Forschungsüberblick diese Interpretation als vorherrschend. Seit den 1960er Jahren mehren sich Kritiker, die den Text als satirisches Pastiche lesen: Hawthorne rede seinen Zeitgenossen demnach nicht nach dem Wort, sondern äffe sie vielmehr nach. Hervorzuheben sind hier die Arbeiten von Frederick C. Crews (1966), Frederick Newberry (1973/1987), Michael J. Colacurcio (1984) sowie G. R. Thompson (1993).

### Nationalistische Interpretationen

#### Der Kontext der amerikanischen Nationalromantik
Die Vereinigten Staaten hatten als junges, nach einer Revolution aus einstigen englischen Kolonien hervorgegangenes Land einen besonderen Bedarf, sich als Nation zu beweisen, vor allem gegenüber den „alten“ Nationen Europas, aber auch zur Selbstvergewisserung. Der Geschichtsschreibung und der Literatur kam dabei eine besondere Bedeutung zu. Von den Schriftstellern wurde erwartet, dass sie das europäische Vorurteil von den „kulturlosen“ Amerikanern entkräften sollten. In der amerikanischen Geschichtsschreibung wird schon bald nach der Revolution das Bemühen deutlich, die Eigenart und Eigenständigkeit der Amerikaner auch schon in der vorrevolutionären Zeit nachzuweisen und so die Unabhängigkeit und Nationswerdung historisch zu legitimieren. In diesem kulturellen und ideologischen Kontext sind Diktion und Themenwahl von The Gray Champion zu verstehen.
Die Erzählung entspricht in vielerlei Hinsicht dem „Programm“ der amerikanischen Nationalromantik, so schon in der Wahl des Schauplatzes. Noch in Washington Irvings Sketch Book (1819–1820), das Hawthorne in vielerlei Hinsicht ein Vorbild war, sind die meisten Geschichten an europäischen Schauplätzen angesiedelt. Den größten Anklang fanden aber die beiden Ausnahmen, Rip Van Winkle und The Legend of Sleepy Hollow, die im ländlichen New York spielen – allerdings beruhen beide Geschichten auf deutschen Sagenstoffen. The Gray Champion hingegen bearbeitet mit dem „Engel von Hadley“ einen genuin amerikanischen Stoff, der ebenso Merkmale einer Sage oder Legende trägt: Zum einen verknüpft er ein verbürgtes historisches Ereignis mit der märchenhaften Vorstellung eines Schutzengels, zum anderen wurzelt er gemäß Hutchinson in der mündlichen Überlieferung, ist also in gewissem Sinne „volkstümlich,“ und somit nicht nur ein nationales, sondern auch ein typisch romantisches Sujet. Dies erkannte nicht erst Hawthorne, schon 1815 zählte William Tudor in einem Artikel in der North American Review denkwürdige Ereignisse der amerikanischen Geschichte auf, die sich für eine literarische Bearbeitung besonders anböten, und empfahl dabei auch den „Engel von Hadley“. Die Bedeutung des Schauplatzes betont auch Henry James in seiner Hawthorne-Biographie (1879). James, der seine Heimat Neuengland selbst früh verließ und sie hier mit leicht spöttischer Distanz beschreibt, charakterisiert Hawthorne als stolzen Lokalpatrioten. Er habe Massachusetts einen großen Dienst erwiesen, als er den „primitiven Annalen“ des Staates Leben einhauchte, um sie wenigstens pittoresk erscheinen zu lassen. Die Stadt Boston müsse ihm besonders für The Gray Champion dankbar sein, das er als Werk von großer Schönheit hervorhebt und wegen seiner Ökonomie mit einem Kabinettstück vergleicht. Auch lobt er die lebhaften Personenbeschreibungen.

#### Typologische und nationalistische Geschichtsschreibung

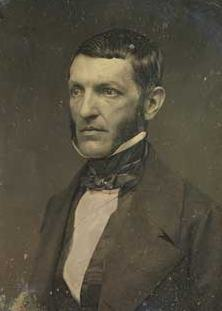
George Bancroft, 1846

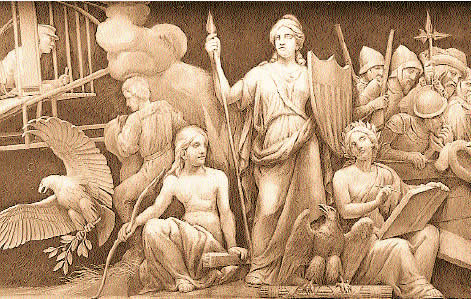
„Amerika und die Geschichte“ – Das erste Paneel im „Fries der amerikanischen Geschichte“ in der Rotunde des United States Capitols (1878) zeigt Columbia, die Personifikation der Vereinigten Staaten, mit einer phrygischen Mütze (liberty cap). Im Hintergrund sieht man puritanische Soldaten, im Vordergrund Klio, die Muse der Geschichtsschreibung.

Neben dem Ort ist auch der spezifische historische Hintergrund mit Bedacht gewählt. Der Aufstand gegen Andros 1689 wurde in der amerikanischen Geschichtsschreibung des 19. Jahrhunderts oft als eine Art Bühnenprobe der Amerikanischen Revolution dargestellt, auch wenn die eher für ihre Strenge und Gottesfurcht bekannten Puritaner nur bedingt für die für sie vorgesehene Rebellenrolle taugten. Als frühe Manifestation eines schon damals vorhandenen, spezifisch amerikanischen Freiheitswillens und wichtige Etappe der Nationswerdung beschreibt den Aufstand insbesondere George Bancroft, der führende amerikanische Historiker seiner Zeit, der zudem durch ein besonders pompöses Pathos besticht. Seine zwölfbändige History of the United States erschien zwar erst ab 1834 und kommt als direktes Vorbild nicht in Frage, doch kannte Hawthorne sicher seine früheren Schriften. Bancrofts Darstellung ist häufig mit The Gray Champion verglichen worden, George Dekker bezeichnet Hawthornes Prosa gar als ihren „belletristischen Klon.“ Hawthorne verweist schon im ersten Satz darauf, dass sich die Geschichte hier zu wiederholen scheint, und der zweite bedient sich der antimonarchistischen Invektive, wie sie sich bei Bancroft, aber auch bei englischen Whig-Historikern wie Thomas Babington Macaulay finden:
| | |
| There was once a time when New England groaned under the actual pressure of heavier wrongs than those threatened ones which brought on the Revolution. James II, the bigoted successor of Charles the Voluptuous, had annulled the charters of all the colonies, and sent a harsh and unprincipled soldier to take away our liberties and endanger our religion. The administration of Sir Edmund Andros lacked scarcely a single characteristic of tyranny […] | „Es gab einmal eine Zeit, da ächzte Neu-England unter dem wirklichen Druck schwereren Unrechts als jenem nur angedrohten, das schließlich zur Revolution führte. Jakob II., der frömmlerische Nachfolger Karls des Wollüstigen, hatte die Privilegien aller Kolonien für null und nichtig erklärt und einen rohen, gewissenlosen Soldaten herübergeschickt, der uns um unsere Freiheiten und unsere Religion in Gefahr bringen sollte. Der Regierung von Sir Edmund Andros fehlte kaum ein Merkmal der Tyrannei […]“ |

So man nicht wie viele Kritiker von einer parodistischen Absicht Hawthornes ausgeht, muss man zu dem Schluss kommen, dass Hawthorne Bancrofts enthusiastischen Patriotismus teilt, schon da er sich bei seinem Publikum anbiedert, indem er „unsere“ Freiheiten in Gefahr sieht. So meint Nina Baym, The Gray Champion sei „unzweideutig patriotisch, und seine Einstellung gegenüber den Puritanern uneingeschränkt affirmativ,“ und Edward Wagenknecht, dass Hawthorne den „Kampf seiner Vorfahren gegen ihre Gegner“ als einen Gegensatz wie „Schwarz und Weiß“ darstelle (dass der Kämpfer grau ist, entgeht ihm dabei, wie G. R. Thompson anmerkt). Für Henry G. Fairbanks ist es nicht minder ein Triumph des Patriotismus als des Protestantismus, so lebhaft geschildert, dass er auch heute noch das Gemüt in Wallung bringen könne. Mehrere der anderen Kritiker, die den Text nicht als Satire verstehen, zeigen sich indes bei allem Verständnis für andere Zeiten, Sitten und Umstände von Hawthornes Säbelrasseln peinlich berührt, so etwa Neal Frank Doubleday. Er macht zwar in der Darstellung der Puritaner einige ironische Zwischentöne aus, die Geschichte sei insgesamt aber fest verankert in der nationalistischen Geschichtsschreibung und Literatur ihrer Zeit.
Bancrofts und Hawthornes Gleichsetzung des Bostoner Aufstandes von 1689 mit der Amerikanischen Revolution wurzelt dabei in der für die puritanische Geschichtsschreibung prägenden typologischen Tradition. Gemäß der typologischen Bibelexegese lassen sich Ähnlichkeiten zwischen Personen und Ereignissen des Alten Testaments mit solchen des Neuen Testaments als göttliche Verheißungen erklären. Überragende Bedeutung erlangte die Typologie für die Puritaner Neuenglands, die dieses Instrument zum Verständnis der Schrift geradezu gewohnheitsmäßig auf weltliche Belange anwendeten. In der Hoffnung, dass sich die Verheißungen des Neuen Testaments zu ihren Lebzeiten erfüllen würden, suchten sie auch für aktuelle politische Entwicklungen und natürliche Phänomene biblische Entsprechungen und glaubten bald tatsächlich, allerorten Zeichen der Vorsehung ausgemacht zu haben. Noch lange nach dem Ende des Puritanismus und trotz der fortschreitenden Säkularisierung wirkte dieser puritanische Wesenszug nach. Bancrofts und Hawthornes Vergleich legitimiert die Revolution mithin nicht nur mit der Behauptung einer historischen Kontinuität, sondern verleiht ihr mindestens implizit auch eine heilsgeschichtliche Bedeutung. Explizit bedient sich Hawthorne, Peter Shaw zufolge, in der Beschreibung des „grauen Kämpfers“ als „Muster und Vorbild des ererbten Geistes von Neu-England“ des Vokabulars der puritanischen Typologie, die proleptischen Behauptung eines schon unter den Puritanern vorherrschenden „primitiven demokratischen Geistes“ entspreche hingegen ganz dem Geschichtsbild des 19. Jahrhunderts.

#### Allegorie und Mythos

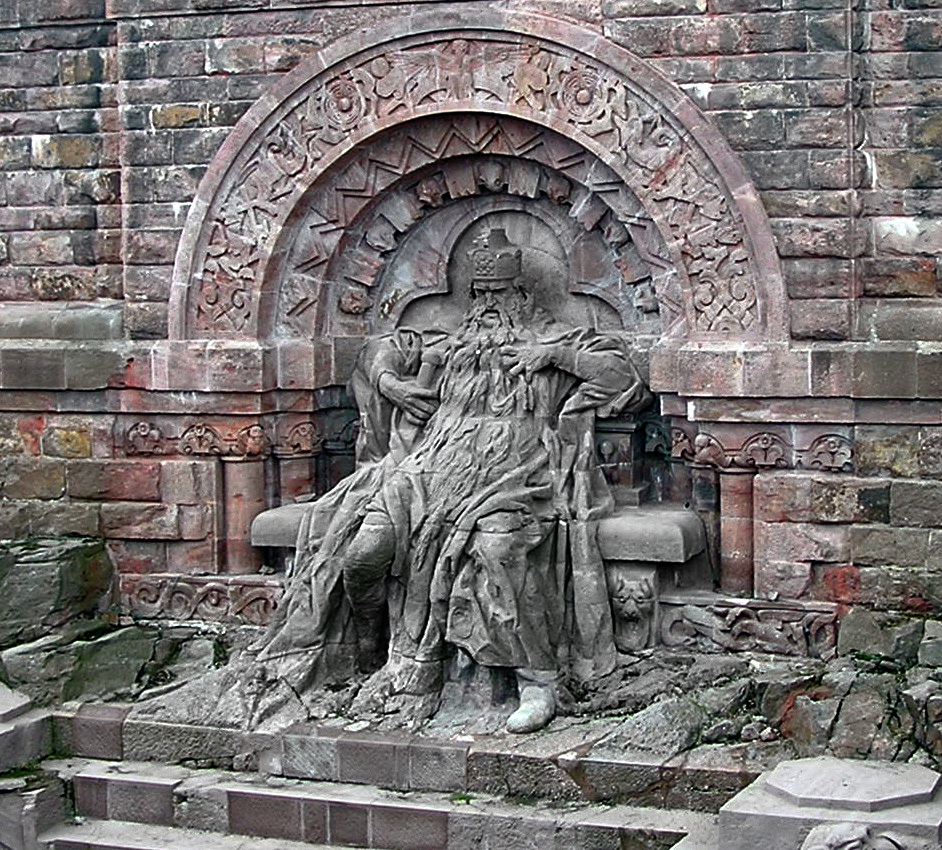
Darstellung des schlafenden Friedrich Barbarossa am Kyffhäuserdenkmal (1896)

Nach Ursula Brumm erklärt sich die Wirksamkeit der Geschichte zum Zwecke der patriotischen Erbauung nicht so sehr durch die Rhetorik der Wortebene, sondern durch ihre tieferliegenden allegorischen und mythischen Eigenschaften. Im eigentlich literarischen Sinne allegorisch ist, wie mehrere Kritiker betonen, die Komposition der Straßenszene:
| | |
| The whole scene was a picture of the condition of New England, and its moral, the deformity of any government that does not grow out of the nature of things and the character of the people. | „Die ganze Szene war eine Darstellung der Lage von Neu-England und ihre Moral die, dass jede Regierung, die sich nicht aus der Natur der Verhältnisse und aus dem Charakter des Volkes heraus entwickelt, ein Unding ist.“ |

In einem allgemeineren Sinne liegt auch dem typologischen Vergleich der „zwei Revolutionen“ eine allegorische Methode zugrunde. Das mythische Potential der Geschichte vom „Engel von Hadley“ hat Brumm zufolge als erster Walter Scott erkannt. Scott fand in ihr einen uralten und weitverbreiteten Stoff wieder, den Mythos vom entrückten „König im Berge“, der eines Tages wieder seinem Volk erscheinen und es wieder zu Macht und Größe führen werde. Wie Scott wusste, war eine Version dieses Mythos eine der wirkmächtigsten Erzählungen der deutschen Nationalbewegung, nämlich die Sage vom schlafenden Friedrich Barbarossa, der im Kyffhäuser schläft, aber eines Tages zurückzukehren und „des Reiches Herrlichkeit“ (Friedrich Rückert) wiederherstellen wird. Washington Irving, der zu seiner Zeit in Europa ein häufiger Gast auf Scotts schottischem Landsitz war, lernte die Kyffhäusersage durch Scott kennen und ließ sie auch in Rip Van Winkle anklingen, jedoch eher beiläufig als patriotische Dekoration dieser mehr unterhaltsamen als politischen Geschichte. Scott unterstrich den mythisch-überzeitlichen Charakter der Figur des „Engels von Hadley“ in seiner Schilderung des Indianerangriffs in Peveril of the Peak zwar, machte ihn aber nicht zum Helden. Als konservativer Tory und frisch geschlagener Ritter hatte Scott wenig Sympathie für einen Königsmörder und beschließt die Episode daher mit einer moralistischen Diskussion über Verdienst und Schuld, Gut und Böse.
Dass der amerikanische König im Berge zugleich ein aktenkundiger Königsmörder ist, möchte Hawthorne nur halb so schlimm erschienen sein, zumal die Vereinigten Staaten wenn nicht aus einem Mord, so doch aus einer Rebellion gegen die britische Monarchie geboren wurden. Hawthorne betont die mythischen Züge des „Engels“ noch mehr als Scott, indem er ihm fast alle individuellen Züge nahm – so wird sein Name hier nicht aufgedeckt, es findet sich nicht einmal ein Hinweis auf seine Heldentaten in Hadley. Den historisch spezifischen Verweis auf die Tat des Königsmords machte er hingegen zum dramatischen Wendepunkt der Geschichte und gibt der Legende so eine neue Sinndeutung. Als allegorische Figur versöhnt der „graue Kämpfer“ Brumm zufolge so die Widersprüche des neuenglischen Charakters: wie die Puritaner und später die Revolutionäre bringt er eine Hierarchie zu Fall und begründet eine neue, stellt die Autorität in Frage, fordert sie aber zugleich für sich ein. The Gray Champion ist für Brumm ein Zeugnis der „mythenschaffenden Aktivität einer jungen Nation“, verfolgt aber zugleich ein konkretes politisches Ziel: zu einer Zeit, da sich das politische Machtzentrum Amerikas nach Süden verschoben hat, „erinnert er die Nation daran, dass die Puritaner Neuenglands die eigentlichen Pioniere der Rebellion und die wahren Vertreter des freiheitlich-unabhängigen Geistes gewesen waren.“

### Ironische Interpretationen
Seit den 1960er Jahren mehren sich die Kritiker, die hinter dem vorgeblichen patriotischen Enthusiasmus des Erzählers eine ironische Absicht Hawthornes vermuten, die sich zum einen gegen die Puritaner selbst, zum anderen aber auch gegen ihre Vereinnahmung durch die nationalistische Geschichtsschreibung wendet. Frederick C. Crews ist in seiner psychoanalytisch geprägten Studie The Sins of the Fathers (1966) weniger an konkreten historisch-politischen Aussagen gelegen als vielmehr am zugrundeliegenden Menschen- und Gesellschaftsbild Hawthornes. Für ihn stellt The Gray Champion die „verborgene Einheit“ oder vielmehr Ähnlichkeit der Antagonisten dar, die Puritaner würden als nicht minder repressiv als ihre königlichen Unterdrücker gezeichnet. Letztlich zeige die Geschichte, dass Autorität nur durch noch stärkere Autorität übertrumpft werden könne; der „graue Kämpfer“ sei neben Gouverneur Andros, dem König von England und dem Papst zu Rom, auf der anderen Seite aber auch Simon Bradstreet und den anderen puritanischen „Patriarchen“ nur die stärkste verschiedener Vaterfiguren, die um die „kindliche Liebe“ der Bostoner Bürger konkurrieren. Crews und einige Jahre darauf Newberry (1977) haben übereinstimmend nachgezeichnet, wie die Ironie in die Struktur der Erzählung eingebettet ist: demnach beginnt und schließt zwar die Geschichte mit einem zeittypischen patriotischen Lobgesang auf die Puritaner als protodemokratische Revolutionäre, doch steht ihre Beschreibung in den dazwischenliegenden Passagen dazu in merklichem Kontrast.

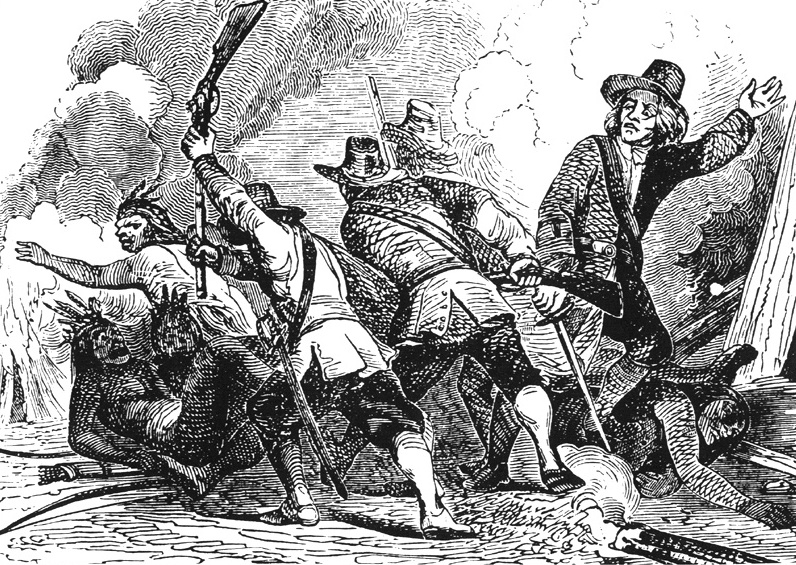
Puritanische Soldaten im Gefecht mit Indianern in einer Darstellung des 19. Jahrhunderts

Tatsächlich zeigen die Puritaner bei Hawthorne im Angesicht der Bedrohung mehr noch als sonst ihre „kräftigen, düsteren Züge“ und vertrauen wie schon die ersten puritanischen Siedler wieder darauf, dass „der Segen des Himmels auf ihrer gerechten Sache liege“, auch macht er deutlich, dass ihr selbstgerechter religiöser Fanatismus immer wieder zu Blutvergießen führte:
| | |
| Old soldiers of the Parliament were here, too, smiling grimly at the thought that their aged arms might strike another blow against the house of Stuart. Here, also, were the veterans of King Philip’s war, who had burned villages and slaughtered young and old, with pious fierceness, while the godly souls throughout the land were helping them with prayer. | „Auch alte Soldaten des Parlaments [also Veteranen des Englischen Bürgerkriegs] waren da und lächelten grimmig bei dem Gedanken, dass ihre alten Arme vielleicht noch einmal einen Schlag gegen das Haus der Stuarts führen könnten. Hier standen auch Veteranen aus König Philipps Krieg, die in frommer Raserei Dörfer niedergebrannt und jung und alt abgeschlachtet hatten, während die gottesfürchtigen Seelen im ganzen Land ihnen im Gebet zur Seite standen.“ |

Am meisten erbost die Puritaner der Anblick des anglikanischen Priesters in seinem Ornat, das ihnen als Ausbund papistischer Anmaßung und Idolatrie erschien. Diesem Frevel verfallen sie aber unbewusst selbst, denn ihre eigenen Geistlichen behandeln sie, wie der Erzähler bemerkt, „mit größter Ehrfurcht, als wären schon ihre Kleider heilig“. Bezeichnenderweise missachten sie ihren würdevollsten Patriarchen, den „guten alten Gouverneur Bradstreet“, der sie ermahnt, Ruhe zu bewahren und „sich der verfassungsmäßigen Obrigkeit zu unterwerfen“. Für Crews ist die Ironie dieser Passagen „überwältigend“, und Newberry wie auch Colacurcio sehen sie als unvereinbar mit der demokratisch-patriotischen Rhetorik der Einleitung an. Die Ironie ergibt sich in ihrer Deutung aber nicht erst im Rückblick aus einem modernen Geschichtsverständnis heraus, vielmehr ist sie die grundlegende auktoriale Intention Hawthornes. Mehrere Kritiker sehen schon in Hawthornes Titelwahl subtile Hinweise, die auf die Zweideutigkeit der Geschichte weisen. Nicht zufällig ist der alte Kämpfer weder weiß noch schwarz, sondern grau, also schwer zu bestimmen. Zudem steht The Gray Champion an erster Stelle der Twice-Told Tales, also „zweimal erzählter Geschichten“, die vielleicht erst auf den zweiten Blick ihre Bedeutung offenbaren. G. R. Thompson erklärt die Doppelnatur dieser Geschichten mit einem rezeptionsästhetischen Modell. Für den arglosen „durchschnittlichen“ Leser funktioniert die Geschichte ganz im Sinne seiner Erwartungshaltung als patriotische Erbauungsliteratur. Der ideale implizite Leser ist hingegen in der Lage, die subtilen ironischen Hinweise des Autors und die Widersprüche der Erzählung zu erkennen. Die Erzählerfigur, die sich in so lapidarer Weise etwa über den Genozid an den Indianern hinwegjubiliert, sieht er als parodistischen Popanz in der Tradition von Swifts A Modest Proposal (1729).
Die Doppeldeutigkeit ist dabei, wie Newberry aufzeigt, oft in Hawthornes präziser Wortwahl angelegt, so in der allegorischen Deutung der Straßenszene, als Hawthornes Erzähler Newberry zufolge also mit Bedacht nicht vom Übel dieser ganz besonderen Regierung, sondern von „jeder Regierung“, die die „Natur“ missachte spricht, der Vorwurf trifft somit Andros und die Puritaner gleichermaßen. Auf eine weitere subtile Doppeldeutigkeit macht Colacurcio aufmerksam: Gegen Ende der Erzählung ruft der Erzähler über den grauen Kämpfer aus: Long, long may it be, ere he comes again! Das may kann hier zum einen als mahnende Vermutung verstanden werden – lange noch könne es dauern, bis der graue Kämpfer wieder auftaucht – oder aber als Optativ: „Lange, lange“ möge es dem Wunsch des Erzählers nach noch dauern, bis der repressive „Geist der Vorväter“ sich wieder bemerkbar mache. Newberry und Colacurcio weisen auch darauf hin, dass der „graue Kämpfer“ wiederholt mit dem Teufel assoziiert wird: Als die Stimme in der Menge fürchtet, nun werde „Satan uns sein Meisterstück liefern,“ mahnt sie damit zwar offensichtlich vor einem bevorstehenden Gewaltakt durch Andros und seine Soldaten, doch erscheint unmittelbar nach diesem Ausruf der graue Kämpfer auf der Straße, und Bullivant spöttelt vom Ross herab über den vermeintlichen Tattergreis: „Ohne Zweifel gedenkt er, uns mit einer Proklamation von Old Noll [englischer Spitzname für den Teufel] zu zerschmettern!“ Newberry verweist zur Untermauerung seiner These vom grauen Kämpfer als Sendboten Satans auch auf das Vorbild Scotts, der zumindest andeutet, dass der Engel von Hadley als Königsmörder mit dem Bösen im Bunde sei.
Auch am der Geschichte scheinbar zugrundeliegenden Geschichtsbild scheint Hawthornes Erzähler leise Kritik zu üben; als einige hysterische Stimmen befürchten, Andros plane eine neue Bartholomäusnacht, merkt er trocken an:
| | |
| Neither was this rumor wholly discredited, although the wiser class believed the Governor’s object somewhat less atrocious. | „Und es gab immerhin welche, die diesem Gerüchte Glauben schenkten, wenn auch die Vernünftigem unter dem Volke die Absichten des Gouverneurs für nicht ganz so blutrünstig hielten.“ |

Colacurcio zufolge parodiert Hawthorne hier auch die nachgerade paranoiden Spökenkiekereien und Selbstkasteiungen, die Perry Miller, der Begründer der modernen Puritanerforschung, gut ein Jahrhundert später als das prägende Motiv der puritanischen Klagepredigten („Jeremiaden“) des späten 17. Jahrhunderts ausgemacht hat. Für Newberry und Colacurcio stellt The Gray Champion letztlich also keineswegs einen Beitrag zur nationalistischen Mythologisierung der Vergangenheit dar, sondern dekonstruiert sie vielmehr durch eine ironische Nachahmung einer ideologischen Geschichtsklitterung, die unvereinbare Widersprüche zu übertünchen versucht. Thompson unterstreicht die Tragweite dieser Unterscheidung noch: sie macht teleologisch den Unterschied zwischen Fortschrittsglauben (besonders des amerikanischen „Manifest Destiny“) und einem letztlich sinn- und gesetzlosem Gang der Weltgeschichte.
Diese Deutung ist allerdings nicht unwidersprochen geblieben. Gegen Colacurcios Bemerkung, Hawthornes Erzähler habe zu viel Cotton Mather und zu viel George Bancroft gelesen, wendet etwa George Dekker ein, dass dies ebenso gut auf Hawthorne selbst gemünzt werden könne, und der Wunsch nach einem „subversiven“ Hawthorne Colacurcios Lesart allzu voreingenommen mache; letztlich schließt sich aber auch Dekker der Ansicht an, dass die Geschichte Raum für beide Deutungen lasse. Alison Easton anerkennt zwar die Ironie der Geschichte, doch sei diese so subtil, dass sie kaum noch wahrnehmbar sei; mithin leiste die Geschichte für die meisten Leser doch nicht mehr, als die nationalistische Ideologie des 19. Jahrhunderts zu reproduzieren.

### Ausgaben
Ein Digitalisat der Erstveröffentlichung findet sich auf den Seiten der Cornell University Library:
- The Gray Champion. In: The New-England Magazine 8:1, Januar 1835. S. 20–26.

Die Erstausgabe der Twice-Told Tales findet sich digitalisiert auf den Seiten des Internet Archive:
- Nathaniel Hawthorne: Twice-Told Tales. American Stationers' Co., Boston 1837.

Die moderne Standardausgabe der Werke Hawthornes ist The Centenary Edition of the Works of Nathaniel Hawthorne (hrsg. von William Charvat, Roy Harvey Pearce et al., Ohio State University Press, Columbus OH 1962–1997; 23 Bände). The Gray Champion findet sich hier im von Fredson Bowers und J. Donald Crowley edierten Band IX (Twice-Told Tales, 1974), S. 9–18. Zahlreiche Sammelbände der Kurzgeschichten Hawthornes enthalten die Erzählung; eine verbreitete, auf der Centenary Edition aufbauende Leseausgabe ist:
- Nathaniel Hawthorne: Tales and Sketches. Herausgegeben von Roy Harvey Pearce. Library of America, New York 1982, ISBN 1-883011-33-7.

Ein E-Text findet sich auf den Seiten von Wikisource:
Es liegen mindestens vier Übersetzungen ins Deutsche vor:
- Der graue Streiter. Deutsch von Franz Blei. In: Nathaniel Hawthorne: Der Garten des Bösen. Verlag Martin Maschler, Berlin 1925.
  - auch in: Nathaniel Hawthorne: Dr. Heideggers Experiment. Erzählungen und Skizzen. Hrsg. von Ingeborg Hucke. Reclam jun., Leipzig 1977. (= Reclams Universal-Bibliothek, Bd. 668)
  - ohne Angabe des Übersetzers Franz Blei auch in: Nathaniel Hawthorne: Der Garten des Bösen und andere Erzählungen. Hrsg. von R. W. Pinson. Magnus Verlag, Essen 1985, ISBN 3-88400-216-3.
- Der graue Beschützer. Deutsch von Friedrich Minckwitz. In: Nathaniel Hawthorne: Der graue Beschützer und andere Erzählungen. Gustav Kiepenheuer Verlag, Weimar 1970.
- Der graue Kämpfer. Deutsch von Hannelore Neves. In: Nathaniel Hawthorne: Die himmlische Eisenbahn. Erzählungen, Skizzen, Vorworte, Rezensionen. Mit einem Nachwort und Anmerkungen von Hans-Joachim Lang. Winkler, München 1977, ISBN 3-538-06068-1.
- Der weißhaarige Kämpfer. Deutsch von Lore Krüger. in: Nathaniel Hawthorne: Mr. Higginbothams Verhängnis. Ausgewählte Erzählungen. Hrsg. von Heinz Förster. Insel-Verlag, Leipzig 1979.

### Sekundärliteratur
- Michael Davitt Bell: Hawthorne and the Historical Romance of New England. Princeton University Press, Princeton NJ 1971, ISBN 0-691-06136-X.
- Ursula Brumm: A Regicide Judge as “Champion” of American Independence. In: Jahrbuch für Amerikastudien 21, 1976. S. 177–186. Deutsche Fassung: Ein „Königsmörder“ als „Champion“ der amerikanischen Unabhängigkeit. In: Ursula Brumm: Geschichte und Wildnis in der amerikanischen Literatur. Erich Schmidt Verlag, Berlin 1980, ISBN 3-503-01636-8. S. 119–134. (=Grundlagen der Anglistik und Amerikanistik 11)
- Michael J. Colacurcio: The Province of Piety: Moral History in Hawthorne’s Early Tales. Harvard University Press, Cambridge MA 1984. Reprint: Duke University Press, Durham NC 1996, ISBN 0-8223-1572-6.
- Frederick C. Crews: The Sins of the Fathers. Hawthorne’s Psychological Themes. Oxford University Press, New York 1966. Reprint: University of California Press, Berkeley/Los Angeles 1989, ISBN 0-520-06817-3.
- George Dekker: The American Historical Romance. Cambridge University Press, Cambridge 1990. (= Cambridge Studies in American Literature and Culture 23) ISBN 0-521-33282-6.
- Neal Frank Doubleday: Hawthorne’s Early Tales: A Critical Study. Duke University Press, Durham NC 1972.
- Horst Kruse: Hawthorne and the Matrix of History: The Andros Matter and ‘The Gray Champion’. In: Winfried Fluck (Hrsg.): Forms and Functions of History in American Literature: Essays in Honor of Ursula Brumm. Erich Schmidt Verlag, Berlin 1981, ISBN 3-503-01660-0.
- John Probasco McWilliams: Hawthorne, Melville and the American Character: A Looking Glass Business. Cambridge University Press, 1984. (= Cambridge Studies in American Literature and Culture 3) ISBN 0-521-25900-2.
- Frederick Newberry: ‚The Gray Champion‘: Hawthorne’s Ironic Criticism of Puritan Rebellion. In: Studies in Short Fiction 13, 1976. S. 363–370.
- Frederick Newberry: Hawthorne’s Divided Loyalties: England and America in His Works. Fairleigh Dickinson University Press, Rutherford NJ 1987, ISBN 0-8386-3274-2.
- Lea Bertani Vozar Newman: A Reader’s Guide to the Short Stories of Nathaniel Hawthorne. G. K. Hall & Co., Boston 1979, ISBN 0-8161-8398-8.
- G. Harrison Orians: The Angel of Hadley in Fiction. In: American Literature 4:3, 1932. S. 257–269.
- G. R. Thompson: The Art of Authorial Presence: Hawthorne’s Provincial Tales. Duke University Press, Durham, N.C. 1993, ISBN 0-8223-1321-9.